# Begraafplaats van Phalempin
De Begraafplaats van Phalempin is een gemeentelijke begraafplaats in de Franse gemeente Phalempin in het Noorderdepartement. De begraafplaats ligt in het noorden van het dorpscentrum.

## Britse oorlogsgraven
Op de begraafplaats bevindt zich een Brits militair perk uit de Eerste Wereldoorlog. Het telt 44 geïdentificeerde graven, waarvan er 43 uit de Eerste en 1 uit de Tweede Wereldoorlog. Het perk is 191 m² groot, met er op een Cross of Sacrifice, en wordt onderhouden door de Commonwealth War Graves Commission. In de CWGC-registers is de begraafplaats opgenomen als Phalempin Communal Cemetery. Het dorp lag tijdens de Eerste Wereldoorlog in Duitse gebied en de Britse gesneuvelden werden hier door de Duitsers begraven in de periode 1915-1918.